# Thaumatomyia notata
Thaumatomyia notata är en tvåvingeart som först beskrevs av Johann Wilhelm Meigen 1830.  Thaumatomyia notata ingår i släktet Thaumatomyia och familjen fritflugor. Arten är reproducerande i Sverige. Inga underarter finns listade i Catalogue of Life.

## Bildgalleri

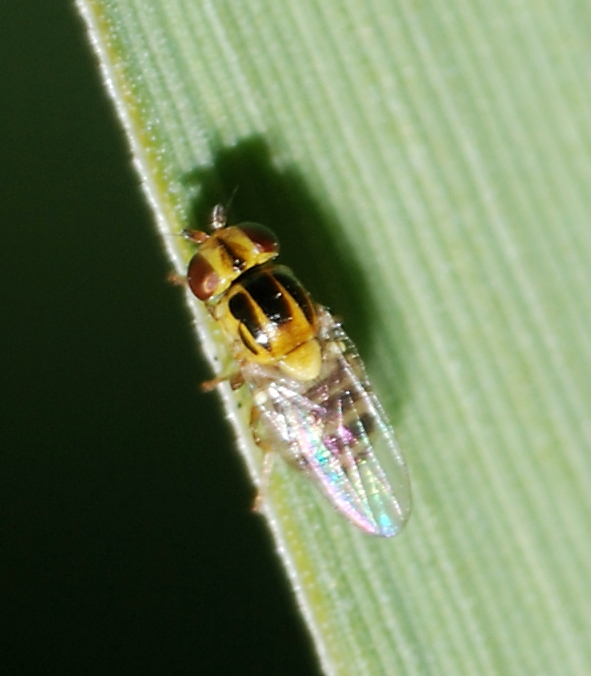
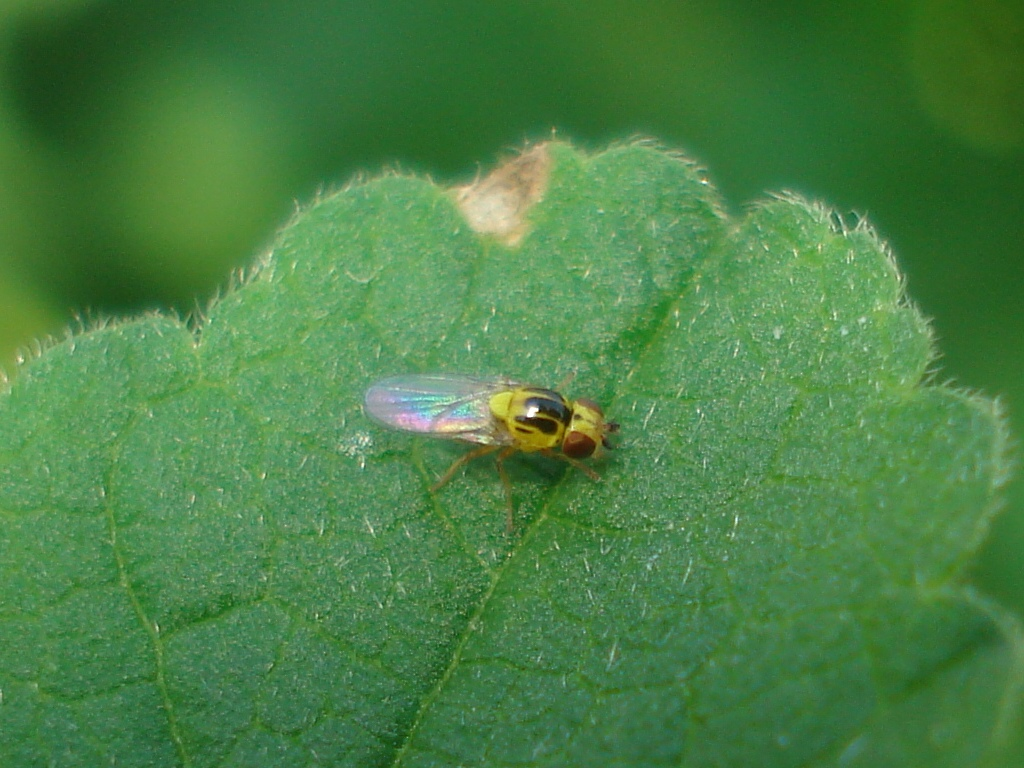
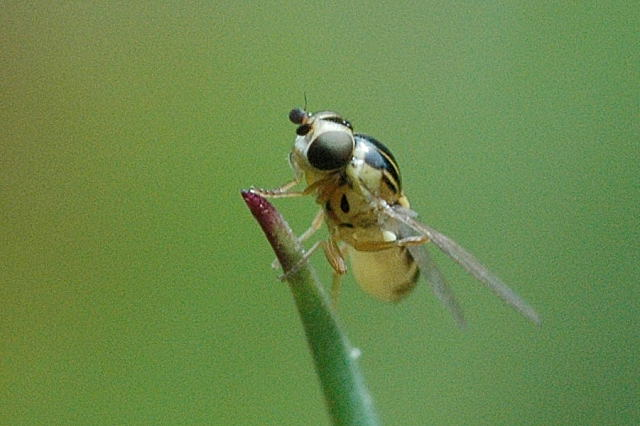